# George Scarlat
George Scarlat este un politician român, deputat în Parlamentul României în mandatul 2012 - 2016 din partea USL Galați.